# Emma Fattorini
Emma Fattorini, née à Cervia le 13 mai 1952, est une femme politique, historienne et écrivain italienne spécialiste de l'histoire de l'Église contemporaine, de la religion dans les  sociétés post-modernes et du culte marial. 
Elle vit à Rome depuis 2000 où elle est professeur d'histoire contemporaine à l'université « La Sapienza » .
De 2013 à 2018, elle a été sénatrice de la République italienne.

## Biographie
Emma Fattorini est diplômée en philosophie morale à l'Université de Florence et a terminé ses études à l'Université libre de Berlin et à l'Université Louis-et-Maximilien de Munich entre 1978 et 1980, où elle a poursuivi ses recherches.
Depuis 1984, elle enseigne au Département d'histoire médiévale et moderne de la Faculté des lettres et de philosophie de l'Université de Bari et depuis 1986 au Département d'études historiques du Moyen Âge à l'époque contemporaine de l'Université de Rome « La Sapienza ». Dans les années 1980 et 1990, elle a collaboré avec des universités allemandes et françaises sur les relations du Saint-Siège avec la France et l'Allemagne entre les deux guerres mondiales, en se concentrant sur l'étude du catholicisme européen et en particulier sur celui allemand : le Kulturkampf, XIXe siècle le romantisme religieux et le parti Zentrum.
Elle a mené des recherches d'histoire politico-diplomatique aux Archives apostoliques du Vatican sur le nouveau rôle que le Saint-Siège assume dans le scénario international au lendemain de la Première Guerre mondiale, publiant les rapports inédits du nonce Pie XII en Allemagne, une documentation au centre d'une polémique internationale sur le silence de Pie XII envers le nazisme.
Son livre Pie XI, Hitler et Mussolini (2007), une recherche basée sur les archives secrètes du Vatican après l'ouverture de la documentation relative à la période 1922 - 1939 a fait l'objet d'une vaste controverse internationale sur la position du Vatican dans le totalitarisme du XXe siècle.
Emma Fattorini est l'une des fondatrices de la Société italienne des historiens. Elle a étudié la religiosité féminine, les premières associations féminines et les cultes proches des femmes, coordonnant des groupes de recherche nationaux et internationaux sur le sujet.
Elle é été membre du Comité national de bioéthique et est membre des Conseils Scientifiques de l'Institut Treccani , de l'Institut Luigi Sturzo  et du Prix Pirovano .
Lors des Élections générales italiennes de 2013 pour la 17e législature républicaine, elle a été élue au Sénat pour le Parti démocrate dans la circonscription de Basilicate  .